# دیر هکسهام
دیر هکسهام (انگلیسی: Hexham Abbey) یک جاذبه تاریخی و مکان عبادت مسیحی است که به  سنت اندرو در شهر هکسهام، نورث‌آمبرلند، در شمال شرقی انگلستان اختصاص دارد. در ابتدای سال ۶۷۴ (میلادی) ساخته شد و در قرن دوازدهم به شکل کنونی بازسازی شد.